# Landgericht Bonn

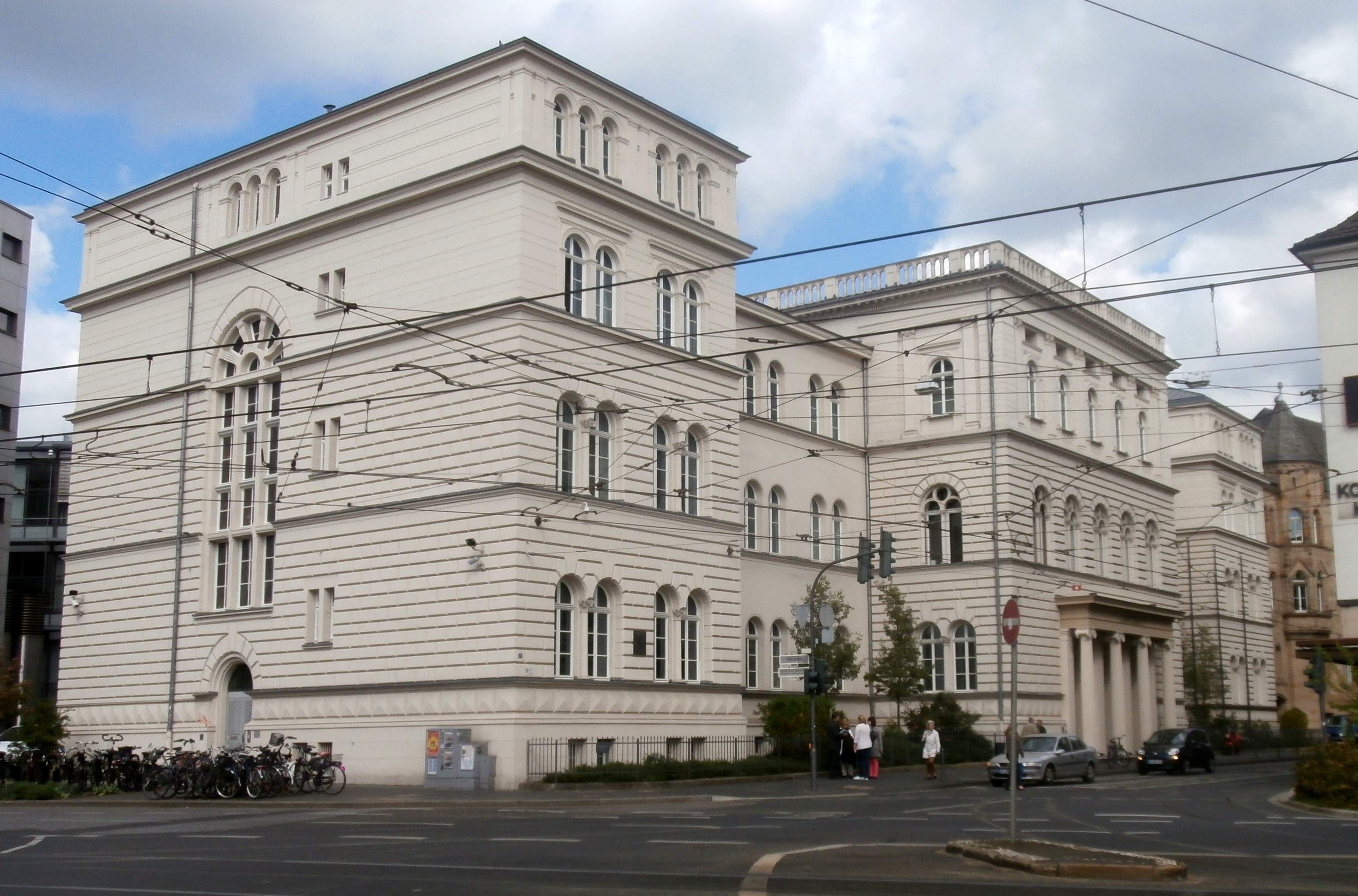
Landgericht Bonn, Hauptgebäude an der Wilhelmstraße (2014)

Das Landgericht Bonn wurde 1850 gegründet und ist eines der 19 Landgerichte in Nordrhein-Westfalen. Es ist für die Bezirke der sechs Amtsgerichte in Bonn und Umgebung zuständig und liegt im Bezirk des Oberlandesgerichts Köln.

## Lage
Das Landgericht und das Amtsgericht verfügen über einen gemeinsamen Gebäudekomplex im Bonner Zentrum, der sich zwischen Wilhelmstraße (Eingang), Oxfordstraße, Alexanderstraße und Annagraben erstreckt. Er ist gut mit öffentlichen Verkehrsmitteln zu erreichen.

## Geschichte

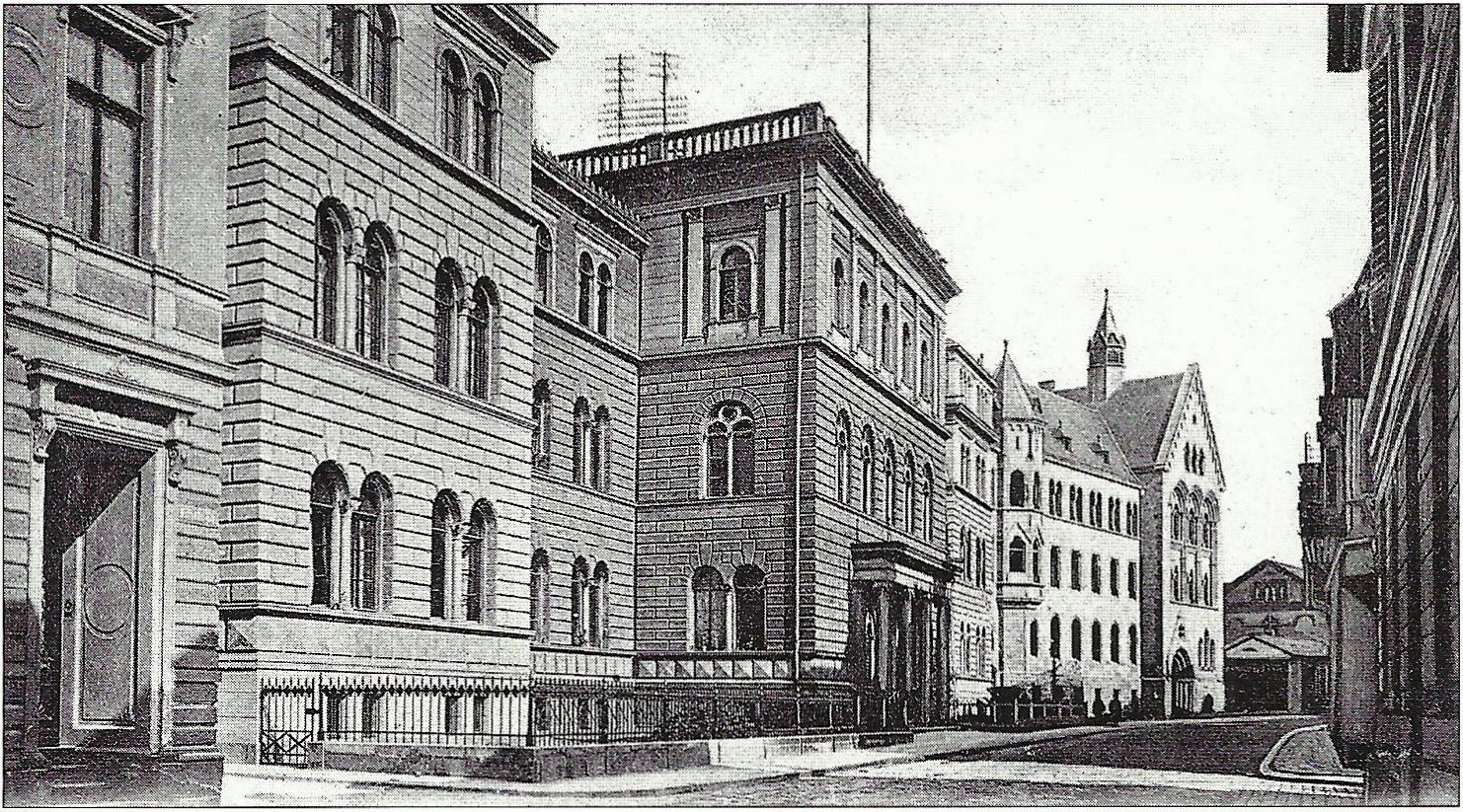
Gebäude des Landgerichts (vorne) und des Amtsgerichts (hinten) (um 1910)

Durch den Allerhöchsten Erlass vom 2. Februar 1850 bestimmte der preußische König Friedrich Wilhelm IV. die Gründung eines besonderen Landgerichtes mit Sitz in Bonn für die damaligen Kreise Bonn, Euskirchen, Rheinbach, den Siegkreis und den Kreis Waldbröl mit der Bürgermeisterei Friesenhagen und Teilen der Bürgermeisterei Wissen im Regierungsbezirk Koblenz der Rheinprovinz. Vorausgegangen war ein jahrzehntelanges Bemühen der Bonner Bürgerschaft um die Errichtung eines höheren Gerichts. Zuvor war für Bonn und Umgebung das Landgericht Köln zuständig, wodurch häufig eine lange Anreise zu Verhandlungen nötig wurde.
Dem Landgericht Bonn waren folgende Friedensgerichte als Gerichte erster Instanz untergeordnet:
| Friedensgericht              | Sitz         |
| ---------------------------- | ------------ |
| Friedensgericht Bonn I       | Bonn         |
| Friedensgericht Bonn II      | Bonn         |
| Friedensgericht Eckenhagen   | Eckenhagen   |
| Friedensgericht Eitorf       | Eitorf       |
| Friedensgericht Honnef       | Bad Honnef   |
| Friedensgericht Königswinter | Königswinter |
| Friedensgericht Lechenich    | Lechenich    |
| Friedensgericht Rheinbach    | Rheinbach    |
| Friedensgericht Siegburg     | Siegburg     |
| Friedensgericht Waldbröl     | Waldbröl     |
| Friedensgericht Zülpich      | Zülpich      |

Der erste Landgerichtspräsident in Bonn war Gerhard Merrem von 1850 bis 1879. Daneben waren noch ein Kammerpräsident, vier Landgerichtsräte und zwei Gerichtsassessoren tätig. Nach einer durch den Zweiten Weltkrieg bedingten teilweisen Zerstörung des Gerichtsgebäudes Anfang 1945 konnte der Betrieb des Landgerichts bereits am 27. Juli 1945 mit einer Strafsitzung wieder aufgenommen werden.
Da Bonn ab 1949 Parlaments- und Regierungssitz der Bundesrepublik Deutschland war, kam es seitdem immer wieder zu öffentlichkeitswirksamen Prozessen. Im Rahmen der Anwesenheit der Regierung in Bonn wurden Strafprozesse gegen einen ehemaligen Präsidenten der EG-Kommission und Staatssekretär sowie die Parteispendenprozesse der 1980er-Jahre gegen ehemalige Wirtschaftsminister durchgeführt.
Am Landgericht Bonn gibt es heute 26 Zivilkammern, davon 14 Kammern für Handelssachen, 8 Strafkammern und 1 Strafvollstreckungskammer.
Präsident des Landgerichts Bonn ist seit dem 7. Juli 2017 Stefan Weismann.

## Gebäude

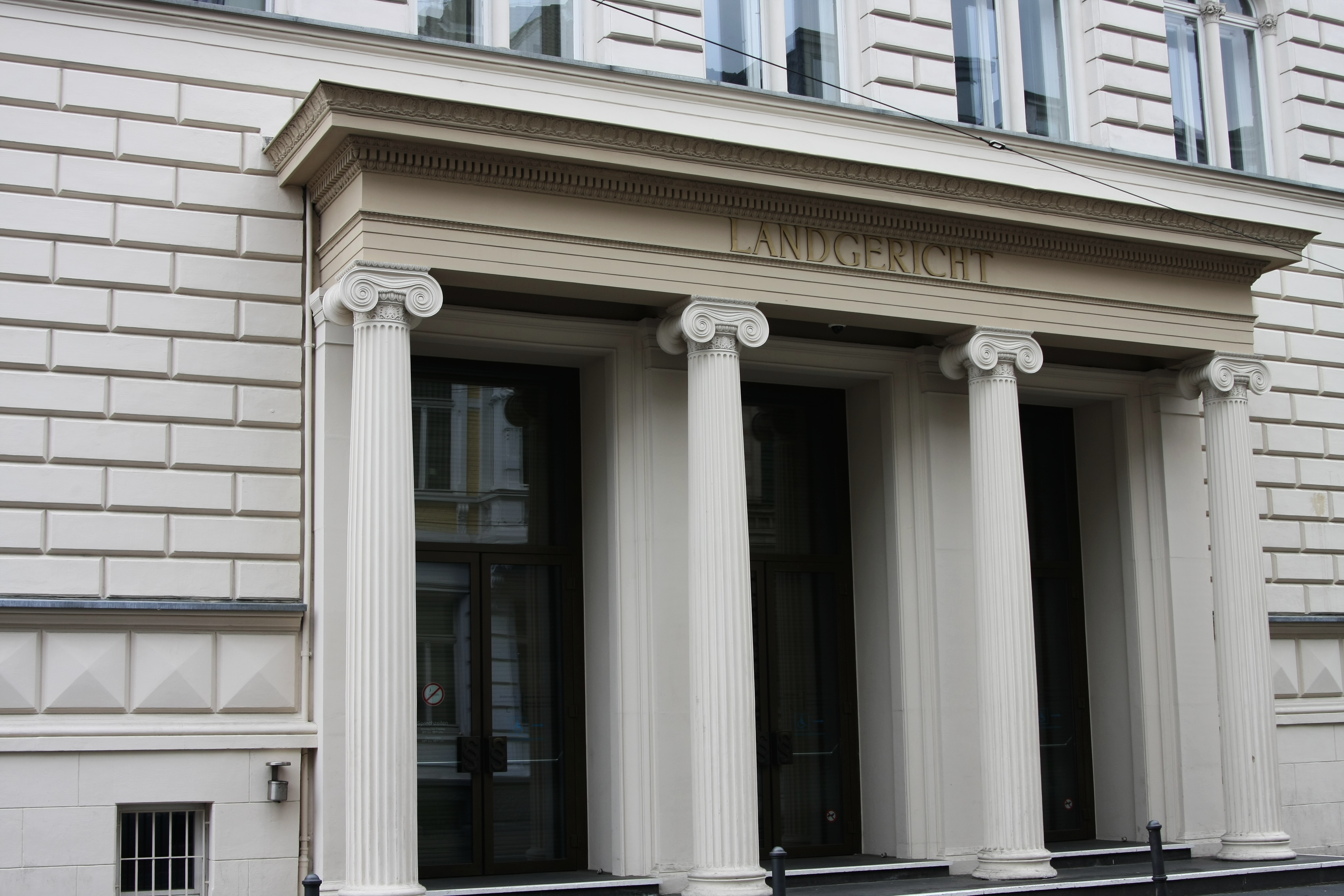
Landgericht Bonn, Portikus

Zur Gründung des Landgerichtes Bonn fanden die zivil- und zuchtpolizeilichen Strafsitzungen noch in einem ehemaligen Justizgebäude in der Wenzelgasse in der Altstadt statt. Im ersten Stock des Bonner Rathauses befand sich der Schwurgerichtssaal.
Das heutige Gerichtsgebäude an der Wilhelmstraße (Hausnummer 21) entstand von 1857 bis 1859 auf dem Gelände des ehemaligen Botanischen Gartens nach einem Entwurf des Architekten Carl Ferdinand Busse unter Leitung des Stadtbaumeisters Paul Richard Thomann. Die Baukosten trug zu rund 80 % die Stadt Bonn. Das Gebäude befindet sich auf kreuzförmigem Grundriss und ist in Formen der Frührenaissance gehalten, der Haupteingang besitzt einen Portikus mit Säulen der ionischen Ordnung. Ergänzt wurde es 1862–1864 um ein Gefängnis im Bereich hinter dem Landgericht, das als L-förmiges Gebäude auf der Bastion „St. Marien“ (auch „Sterntor-Bastion“), der alten Bonner Stadtbefestigung, errichtet wurde. 1882/83 erfuhren die Seitenflügel eine Aufstockung um ein Geschoss. In den Jahren 1901 bis 1904 wurde der Komplex durch den Anbau des Amtsgerichts mit risalitartig vorspringenden Bauteilen im neuromanischen Stil komplettiert. Eine nochmalige Erhöhung von Mittelrisalit und Seitenflügel erfolgte 1927.
Am Ende des Zweiten Weltkriegs wurde das Landgericht am 6. Januar 1945 bei einem Bombenangriff im alliierten Luftkrieg beschädigt, dem der südliche Zwischentrakt und die Treppenhalle zum Opfer fielen. Auch der öffentliche Luftschutzkeller des Landgerichtes erhielt einen Bombentreffer – es werden über 200 Todesopfer angegeben. Bei dem nachfolgenden Wiederaufbau des Landgerichts bis 1955 wurde der bisherige, stark plastische Quaderputz nicht wiederhergestellt und die Treppe mit einer veränderten Führung neu aufgebaut. 1995 wurde aufgrund einer geplanten Neubebauung (s. u.) das rückwärtig des Landgerichts gelegene ehemalige Gebäude der Justizvollzugsanstalt (erbaut 1862–64, Vorsteherhaus von 1897, erweitert 1897–1900), das bis dahin in Aufteilung und Ausstattung weitgehend unverändert erhalten geblieben war, abgebrochen. Es galt als ältestes preußisches Gefängnis der Rheinprovinz, sein Abbruch als Verlust eines einzigartigen Zeugnisses des Strafvollzugs seit Mitte des 19. Jahrhunderts.

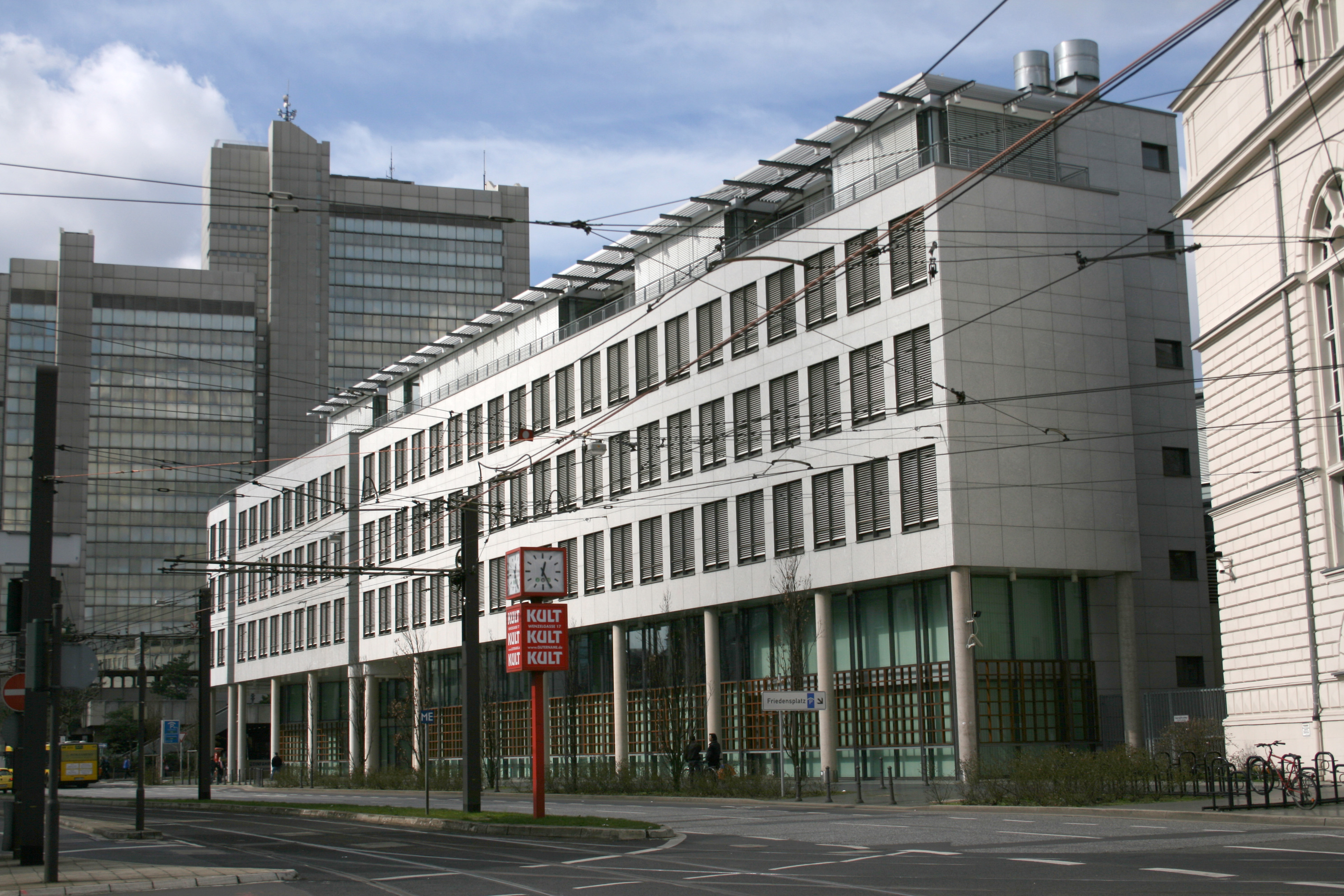
Landgericht Bonn, Gebäudeteil an der Oxfordstraße

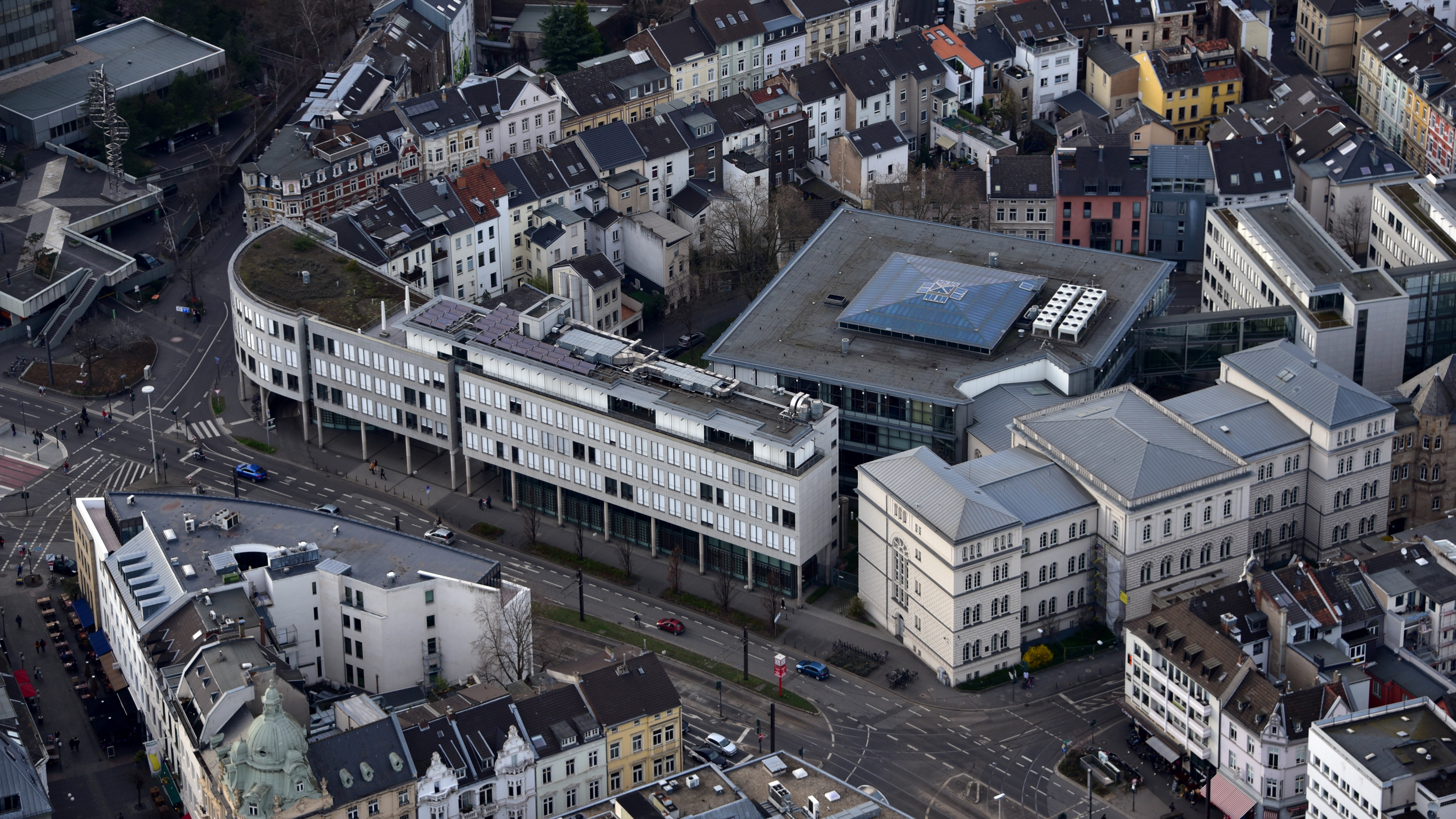
Landgericht Bonn, Luftaufnahme (2017)

1993 fand ein Architekturwettbewerb für die Erweiterung der Justizgebäude des Land- und Amtsgerichts statt, aus dem die Planungsgruppe Stieldorf siegreich hervorging. Ihr Entwurf wurde schließlich in zwei Bauabschnitten ab Mai 1999 bei Gesamtkosten von 55 Millionen Euro ausgeführt. Im ersten Bauabschnitt, für den im April 2000 Richtfest gefeiert wurde, entstanden bis Herbst 2001 ein auf der „Sterntor-Bastion“ zum Annagraben hin gelegener dreigeschossiger Saalbaubereich mit den Sitzungsräumen für die Straf- und Zivilsitzungen des Amts- und Landgerichts sowie ein fünfgeschossiger Gebäudeteil mit Büros, Schulungsräumen, Kantine und Bücherei an der Oxfordstraße („Oxfordbau“); der Bezug und die Einweihung der beiden Neubauten erfolgten im November und Dezember 2001. Im März 2002 begann nach Abriss eines alten Gebäudeteils der zweite Bauabschnitt („Alexanderbau“; auch „Zwillingsbauten“) für das Amtsgericht an der Ecke Alexanderstraße/Annagraben, der im Oktober und November 2003 bezogen wurde. Das Hauptgebäude an der Wilhelmstraße wurde 2003 insbesondere im Saalbereich grundlegend umgebaut. Es nimmt den gemeinsamen Eingang für Land- und Amtsgericht auf und steht als Baudenkmal unter Denkmalschutz.
Um die zahlreichen Wirtschaftsstrafsachen aus dem Cum-Ex-Skandal mit über 1.100 Beschuldigten zu verhandeln, wurde im Februar 2025 ein zusätzliches Gerichtsgebäude neben dem Amtsgericht Siegburg eröffnet.

## Gerichtsbezirk
Der Landgerichtsbezirk Bonn umfasst die Amtsgerichte Bonn, Euskirchen, Königswinter, Rheinbach, Siegburg und Waldbröl. In dem Bezirk liegen neben der Kreisfreien Stadt Bonn der ganze Rhein-Sieg-Kreis sowie Teile des Kreises Euskirchen und des Oberbergischen Kreises.